# San Francisco Sound

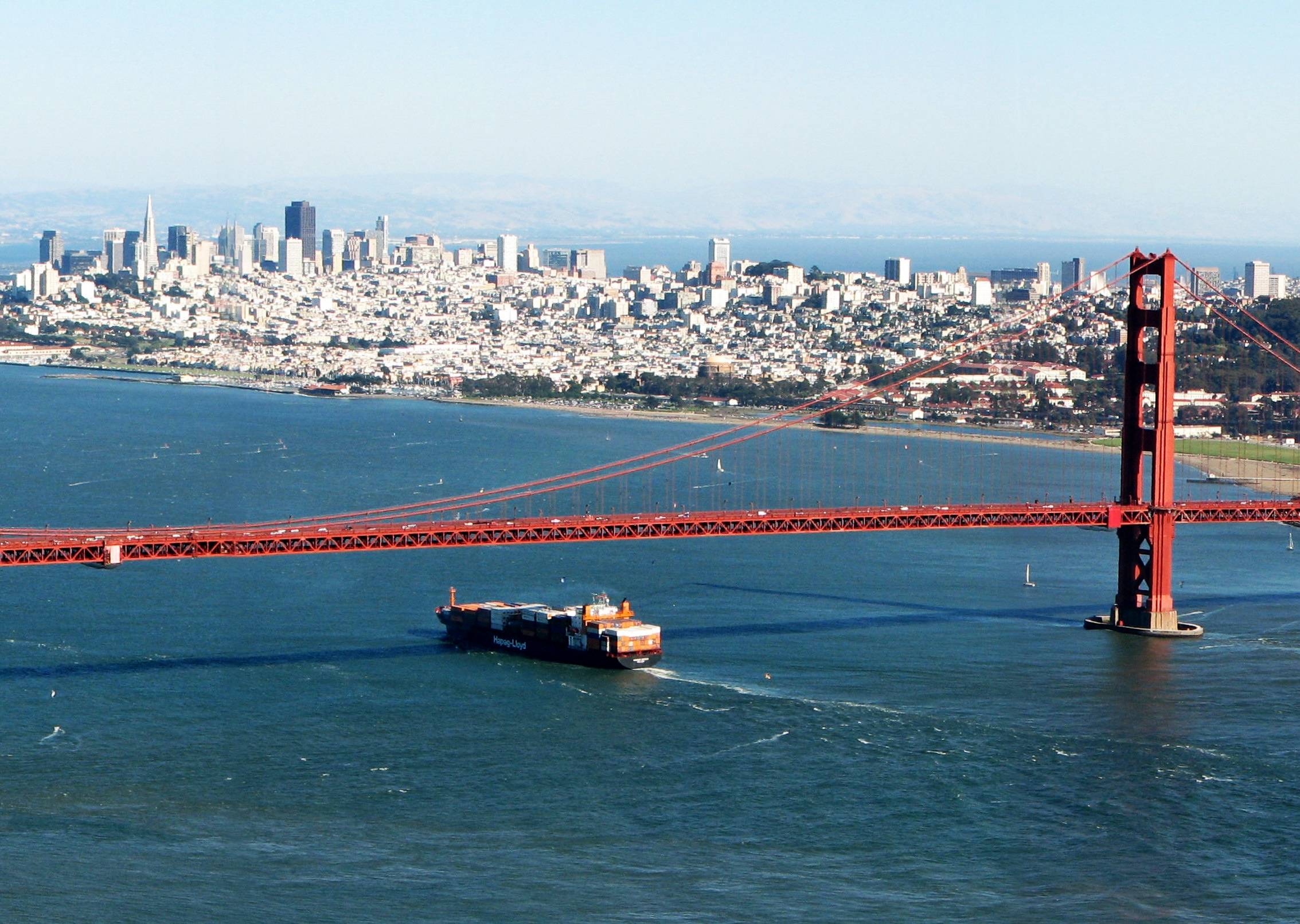
Le Golden Gate Bridge

Le San Francisco Sound est une composante de la musique  rock qui a pris naissance à San Francisco au milieu des années 1960 jusqu'au début des années 1970.  Elle a été associée à la  contre-culture de San Francisco et plus spécialement de la baie de San Francisco. Cette période est mythique dans l'histoire des groupes musicaux de la baie de San Francisco.

## Histoire
Les  groupes principaux de ce courant sont The Charlatans, The Beau Brummels, Jefferson Airplane, The Grateful Dead, Big Brother and the Holding Company, Quicksilver Messenger Service, It's a Beautiful Day, Steve Miller Blues Band, Fifty Foot Hose, Carlos Santana, Moby Grape, Blue Cheer, Hot Tuna, Tripsicord (Music Box), Lee Michaels, Spirit.  Au sein de la promotion et développement du San Francisco Sound et sa contre-culture est le producteur de concerts Bill Graham qui monte des innombrables concerts dans les salles Fillmore et Winterland, entre autres, et a engagé des artistes locaux pour dessiner les affiches psychédéliques qu'il a utilisé pour promouvoir ses concerts.
Il y a eu beaucoup de groupes formés et chacun avec un son particulier, mais ils partageaient des caractéristiques musicales et lyriques qui en faisaient un style à part.
Le « San Francisco Sound » a connu son apogée dans la deuxième moitié des années 1960.

## Les caractéristiques

### La musique
Selon le célèbre parolier de Grateful Dead, Robert Hunter" l'un des aspects les plus significatifs du San Francisco Sound, à ses débuts était l'orientation traditionnelle des musiciens. Presque tout le monde ne s'est colleté au rock qu'après un solide parcours folk"
Du point de vue musical, les traits communs des groupes "San Francisco Sound" se caractérisent par l'improvisation pendant les concerts (caractérisée par le groupe Grateful Dead).  Un rôle plus important et plus présent était donné à la guitare électrique basse. L'approche mélodique est une autre caractéristique. L'utilisation plus libre et plus puissante de tous les instruments (batterie et percussion, guitares électriques, claviers) sont venues avec la musique psychédélique. Les trompettes et les saxophones ont été rarement employés, à la différence d'autres musiques qui lui étaient contemporaines comme le R&B , soul  ou d'autres groupes "blancs" de la côte Est des États-Unis (comme Blood, Sweat and Tears ou Chicago). Sly & the Family Stone, un autre groupe de San Francisco de la fin des années 1960, était une exception. Sly & the Family Stone était un groupe essentiellement afro-américains du mouvement hippie, très influencé par la soul music avec une section de cuivre.
Les groupes de "San Francisco Sound" produisaient des morceaux qui ne convenaient pas aux radios classiques. La durée standard des morceaux devaient être de trois minutes alors que ceux joués par les groupes de "San Francisco Sound" duraient entre cinq et trente minutes.

### Les paroles
Les paroles du "San Francisco Sound" étaient plus sentimentales (comme au début du rock 'n' roll), plus intellectuelles ,(reflétant des auteurs "phares" de l'époque comme Bob Dylan et John Lennon) et plus poétiques (venant des poètes de la San Francisco Renaissance au sein de la Beat Generation comme Jack Kerouac et Gary Snyder). Les thèmes abordés sont l'hédonisme, l'amour, l'empathie, la fraternité, la solidarité,  la "sagesse", les voyages, l'harmonie avec la nature et la réalisation personnelle et collective qui ont été la base de la contre-culture et du mouvement hippie.

## La place des femmes
Les femmes ont obtenu dans certains cas d'être au premier plan dans les groupes comme Grace Slick (chanteuse de "Jefferson Airplane") et Janis Joplin (chanteuse à ses débuts de "Big Brother & the Holding Company") .